# Luijansaari
Luijansaari är en ö i Finland. Den ligger i sjön Aatunselkä och i kommunen Laukas i den ekonomiska regionen  Jyväskylä ekonomiska region  och landskapet Mellersta Finland, i den centrala delen av landet, 270 km norr om huvudstaden Helsingfors. Öns area är 6,5 hektar och dess största längd är 410 meter i sydöst-nordvästlig riktning.